# 季建业
季建业（1957年1月28日—），男，汉族，江苏沙洲人，中华人民共和国政治人物。蘇州大學畢業，在職研究生學歷。曾任中共南京市委副书记、南京市人民政府市长，第十二届全国人大代表。2013年落马。

## 生平
季建业1957年1月出生于江苏省张家港，1974年9月加入中国共产党。1975年3月参加工作，在职研究生学历，博士学位。1975年3月至1981年7月间，季建业在中共沙洲县委、苏州地(市)委宣传部门工作。1986年1月，出任苏州日报社副总编、党组成员。
1990年10月至1992年10月，季建业历任吴县县委副书记、苏州太湖度假区党工委书记、管委会主任。
1996年1月至2001年7月，季建业历任中共昆山市委副书记兼常务副市长、代市长、市长、市委书记。
在任中共昆山市委书记期间，受到中共中央总书记江泽民提拔出任扬州市市长2001年7月至2009年8月，历任中共扬州市委副书记兼代市长、副书记兼市长、市委书记、市委书记兼市人大常委会主任。
2009年8月，季建业出任中共南京市委副书记、市人民政府副市长、代市长。2010年1月21日，在南京市第十四届人大三次会议上，季建业被选为新一届南京市市长。
2013年5月底，热传季建业已被双规，后被中共江苏省纪委否认，并要求大众不要传谣。
2013年9月26日，季建业在中共南京市委民主生活会上主动自曝自身存在的问题。

### 落马
2013年10月16日，季建业因涉嫌严重违纪违法接受中共中央纪委调查。有媒体报道称季建业被抓可能与苏州首富、金螳螂实际控制人朱兴良执行监视居住有关，有知情人士对媒体透露，朱兴良与季建业私交较好，此次或涉及金螳螂在扬州和南京的多项工程。中纪委这次行为并未通知江苏省委。季建业被双规的消息在网上伴随着不断删帖和发稿现象。另外，16日傍晚，南京出现短暂鞭炮和烟花声。报道指季建业作风嚣张跋扈。
2013年11月29日，江苏省第十二届人大常委会第六次会议决定罢免其的第十二届全国人民代表大会代表职务。
2014年1月，季建业因利用职务上的便利为他人谋取利益，本人或通过其亲属等人收受巨额财物，道德败坏，依据《中国共产党纪律处分条例》的有关规定，经中共中央纪委审议并报中共中央批准，季建业被开除党籍，同时，将其涉嫌犯罪问题及线索移送司法机关依法处理。
2014年12月，经最高人民检察院指定，季建业涉嫌受贿一案由山东省人民检察院侦查终结后，由山东省烟台市人民检察院向同级法院提起公诉。烟台市检察院起诉书指，季建业利用其担任中共江苏省苏州市吴县县委副书记、苏州太湖国家旅游度假区工作委员会书记、昆山市人民政府市长、扬州市人民政府市长、中共扬州市委书记、南京市人民政府市长等职务上的便利，为他人谋取利益；利用其担任中共扬州市委书记职权和地位形成的便利条件，通过其他国家工作人员职务上的行为，为他人谋取不正当利益，非法收受他人巨额财物，依法应当以受贿罪追究其刑事责任。2015年1月16日，山东省烟台市中级人民法院开庭审理了季建业受贿案。媒体报道称，季建业受贿金额达到1132万余元人民币。2015年4月7日，烟台中院一审判决，季建业因涉嫌受贿被判处有期徒刑15年，并处没收个人财产人民币200万元，他表示服从判决，不上诉。
2016年10月17日，季建业出现在反腐题材系列电视专题片《永远在路上》第一集《人心向背》中。

## 作风
设在南京市政府的办公室，季建业几乎不去，而是在毗邻汉府饭店的豪华套房办公。为此，南京市官员每日要去饭店给他送材料或汇报工作。
另外，季建业的工作作风横蛮，不尊重同事，如看完文件就直接将文件扔到地上，秘书无奈只能弯腰收拾。
季建业就任南京市市长期间，屡屡推行投资额高、施工周期长的大型项目，如“大行宫砍树”、“三中路改造”、“雨污分流”和“炸掉城西高架桥”。由于工程给市民生活带来影响，引起市民不满，因而被当地市民讽为“季挖挖”、“砍树市长”、“推土机市长”。其中由他主导的投资达500亿人民币的南京雨污分流工程毫无效果，且遭遇城市规划局专家的强烈反对，工程前期已投入50-60亿元人民币；但季建业把报告锁进保密室，执意继续推行工程。南京雨污分流工程在2013年初列入南京《“十二五”期间污染减排和生活污水处理能力提升实施方案》，不受季建业落马影响。
2012年，由季建业派遣的南京市政府代表团访问名古屋，在此期间时任名古屋市长河村隆之否认南京大屠杀，且当时的南京市政府代表团并未迅速做出回应，季建业也因此被当时的微博网民讽刺为“软脚虾，丢脸”。但也有部分网民认为，作为礼仪之邦，南京市代表团不当众撕破脸其实也是一种理性之举，不能被民粹的极端爱国情怀道德绑架。在此之后南京市政府停止一切与名古屋的文化交流已经是一种惩罚和强硬的回应，希望网友能冷静评论，理性爱国。

## 家庭
季建业的岳父是江苏省原常务副省长高德正。

## 相关人物
- 朱天晓：中国汇融金融创办人、原吴中集团董事长，2013年11月因涉季建业案被有关部门带走调查。[21]
- 朱兴良：金螳螂创始人、原董事长，曾多次向季建业行贿。2014年1月因涉嫌行贿被检察机关逮捕，2014年11月被山东烟台海阳市检察院提起了公诉。[22]
- 金秋芬：原扬州市环境保护局局长，曾被曝是季建业的情妇。[23]2014年6月因涉嫌严重违纪接受组织调查，并于同年8月被移送司法机关依法处理，2015年1月9日，金秋芬受贿、贪污案在扬州市中级人民法院公开进行审理。[24]
- 冯亚军：原南京市秦淮区区长、建邺区区委书记。为迎接南京青奥会，时任河西新城指挥部副指挥长的冯亚军在河西新城区域内突击栽种名贵树种。2014年9月11日，南京建邺区青奥村附近的邺城路、江东南路沿路的部分名贵树种枯死。[25]9月15日，冯亚军因涉嫌严重违纪违法被调查。[26]
- 杨卫泽：原中共南京市委书记，2015年1月4日因涉嫌严重违纪违法被接受组织调查。